# アートアライブ
『アートアライブ』（Art Alive!）は、セガより発売されたメガドライブ・ジェネシス用のお絵かきツールである 。北米では1991年1月1日、それ以外の地域では1992年3月27日に発売された。アートアライブには具体的なゴールがなく、様々なブラシ、塗り潰し、背景、アニメーションなどを利用して絵を描くことができる。また、ソニックなどのキャラクターをあしらったスタンプで知られている 。
精神的な続編である『Wacky Worlds Creativty Studio』は1994年にアメリカ大陸のみで発売された。

## 遊び方
アートアライブはMicrosoft Paintと同様のお絵描きソフトであり、プレイヤーはブラシや色や背景、様々なアニメーションを伴うスタンプなどを選択できる。線を引いたり消しゴムで消したりなどの操作をすると、音楽や効果音が再生される。ゲームには7つの背景(空白、ビーチ、幽霊のいる邸宅、先史時代の渓谷、地球、お祝いのステージ、ゲームのオープニング画像)がある。さらに、このゲームでは接続したビデオテープレコーダに描いた絵を保存する機能がある。

## 開発と発売
アートアライブは子供の創造力を伸ばすプロジェクトとして、アメリカのWestern Technologies社によって開発され、Sega of Americaから発売された。アートアライブは少し後に任天堂からリリースされたメガドライブ・ジェネシス用ソフト「マリオペイント」の競合とみなされている。
アートアライブのアニメーション付きのスタンプには、後にソニック・ザ・ヘッジホッグやトージャム&アールでデビューするソニック・ザ・ヘッジホッグ、トージャム、アールといったキャラクターが初めて登場した。これらのキャラクターや遊び方の特徴は後にHeadGamesが開発した『Wacky Worlds Creativty Studio』にも引き継がれた。

## スタッフ
- プログラミング： Jay Obernolte, Chris Ziomkowski
- アダルトスーパービジョン: Jeff Fort, Scott Berfield
- アートとミュージック: Eric Iwasaki
- プログラムのデザイン: Rand Siegfried, Jeff Fort, Jay Smith
- 開発者: Western Technologies

## 評価
アートアライブは批評家から様々な評価を受けた。GameRankingsでは中央値が60%となっている。レビュアーは主に興味深いアイデアを賞賛した一方で、機能の制限と技術的な欠陥を指摘した。
Sega-16のレビュアーはこのゲームに10点中6点を与えた一方で、メガドライブ・ジェネシスのお絵描きソフトとしては最も良いものの一つだとした。オールゲームのレビュアーであるスカイラー・ミラーは星5つ中2つ半の評価を与え、描いた絵を直接保存できないことやカラーパレットが限られていることなどの技術的な不足点を挙げる一方、ゲームのコンセプトについては賞賛した。ドイツの雑誌ASM(Aktueller Software Markt)のレビュアーも同様の意見を述べ、12点中6点を与えた。